# Albiez-le-Jeune
Albiez-le-Jeune település Franciaországban, Savoie megyében. Lakosainak száma 141 fő (2022. január 1.). Albiez-le-Jeune Albiez-Montrond, Montricher-Albanne, Saint-Jean-de-Maurienne és Villargondran községekkel határos.

## Népesség
A település népességének változása:
| Lakosok száma | 142  | 146  | 148  | 146  | 147  | 147  | 146  | 144  | 141  |
|               | 2013 | 2015 | 2016 | 2017 | 2018 | 2019 | 2020 | 2021 | 2022 |